# Zdenka Trach
Zdenka Jakšić Trach (Prijedor, 24. veljače 1925. – Zagreb, 15. prosinca 2013.) bila je hrvatska kazališna, televizijska i filmska glumica.

## Filmografija

### Televizijske uloge
- "Ne daj se, Floki" kao baka (1985.)
- "Inspektor Vinko" kao žena pred dućanom #1 (1984.)
- "Gabrijel" (1984.)
- "Lažeš, Melita" kao susjeda (1983.)
- "Nepokoreni grad" (1982.)
- "Jelenko" (1980.)
- "Prizori iz obiteljskog života" kao Elza (1979.)
- "Anno domini 1573" kao Petrova majka (1979.)
- "Vrabac Letko" (1978.)
- "U registraturi" kao Kanonikova žena (1974.)
- "Prosjaci i sinovi" kao Livoguza (1972.)
- "Auto trubi: Mi smo rodoljubi" (1972.)
- "Mejaši" kao susjeda #2 (1970.)
- "Sam čovjek" kao stanodavka (1970.)

### Filmske uloge
- "Kako preživjeti do prvog" kao gospođa Turčić (1986.)
- "S.P.U.K." kao teta (1983.)
- "Zločin u školi" kao čistačica (1982.)
- "Ritam zločina" kao Ivičina ujna (1981.)
- "Domaći stranac" (1977.)
- "Mećava" kao babica (1977.)
- "Samac" kao Marija Gladić (1976.)
- "Izbavitelj" kao gazdarica (1976.)
- "Seljačka buna 1573" kao Petrova majka (1975.)
- "Pravednik" (1974.)
- "Čuvar vrijednih slika" (1974.)
- "Psihopati" (1974.)
- "Razmeđa" kao Manda (1973.)
- "Kužiš stari moj" (1973.)
- "Živjeti od ljubavi" kao seljanka Luce (1973.)
- "Auto trubi, mi smo rodoljubi" kao Zdenkina prijateljica (1972.)
- "Čovjek koga nema" (1972.)
- "Družba Pere Kvržice" kao majka Milog Djeteta (1970.)
- "Put u raj" kao Primarijusova domaćica (1970.)
- "Zlatousti" (1970.)
- "Lude godine jedne Ane" (1970.)
- "Divlji anđeli" kao oficirova žena (1969.)
- "Zmigavci velegrada" (1969.)
- "Bjegunac" (1969.)
- "Gravitacija ili fantastična mladost činovnika Borisa Horvata" kao službenica u banci #1 (1968.)
- "Druga strana medalje" kao Farkaševa susjeda (1965.)
- "Gospodin Fulir" (1964.)
- "Službeni položaj" kao radnica u pogonu (1964.)
- "Kota 905" kao prolaznica koja komentira sudar (1960.)
- "Vlak bez voznog reda" kao Špirina žena (1959.)
- "Koncert" kao tipkačica u redakciji novina (1954.)
- "Ciguli Miguli" kao blagajnica (1952.)

### Sinkronizacija
- glas Vilme Kremenko u "Obitelji Kremenko" ("prva" Vilma Kremenko) (1968. – 1970.)[2]

## Vanjske poveznice
- Zdenka Trach u internetskoj bazi filmova IMDb-u (engl.)